# Umbela

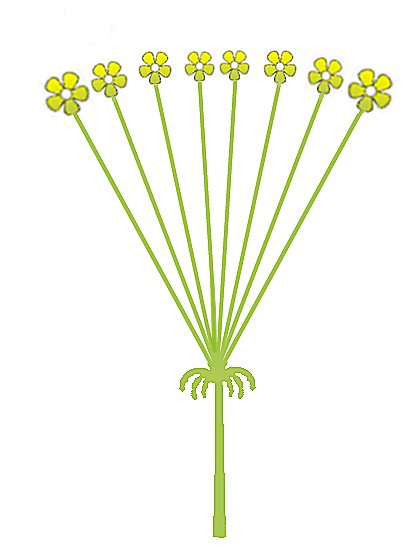

Uma umbela, em botânica, é o termo utilizado para um conjunto de flores que partem os pedicelos, iguais, do eixo central, com formato de um guarda-chuva. Ou seja, é uma inflorescência em forma de guarda-chuva. Pode ser pseudo-umbela quando partes ou flores "falsas" estão presentes, como, por exemplo, brácteas. Pode ser simples ou composta.

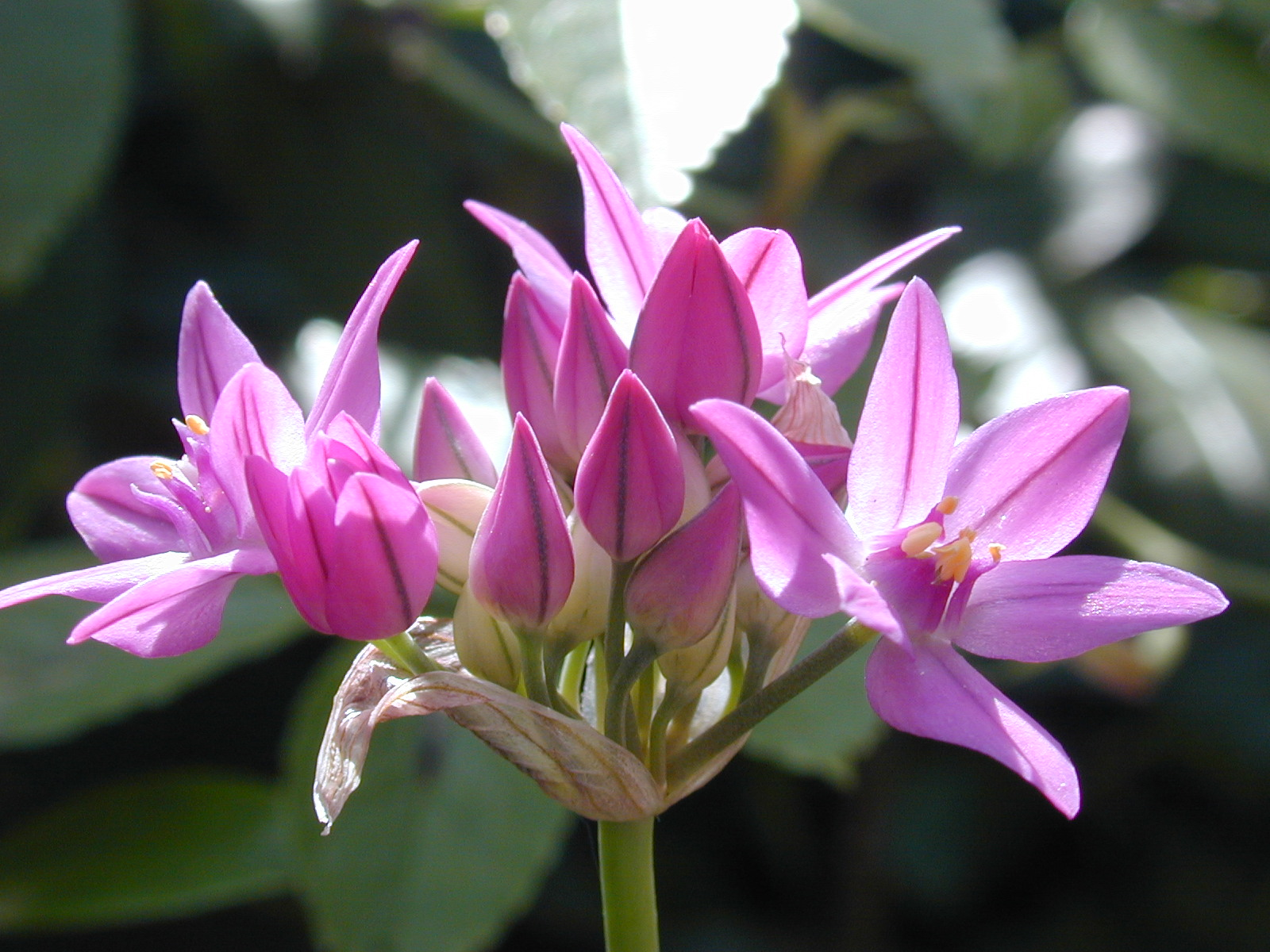
Umbela de uma espécie de alho.

O termo vem do latim umbra, que significa sombra ou treva, aplicado em algumas línguas, como italiano e inglês, para guarda-chuva, ombrello e umbrella respectivamente.

## Galeria

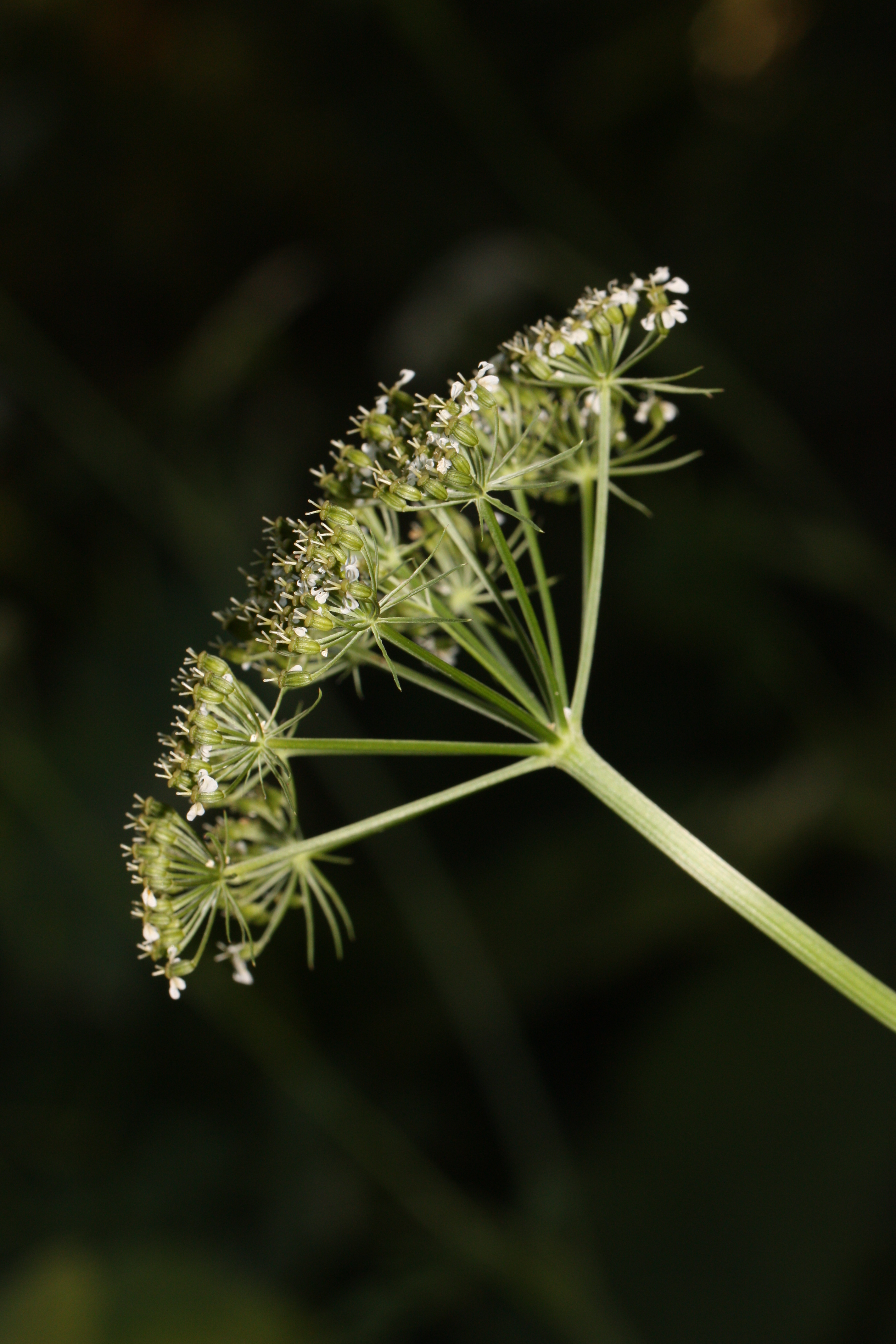
Umbela composto de uma cicuta-salsa, Conioselinum pacificum (Apiaceae)
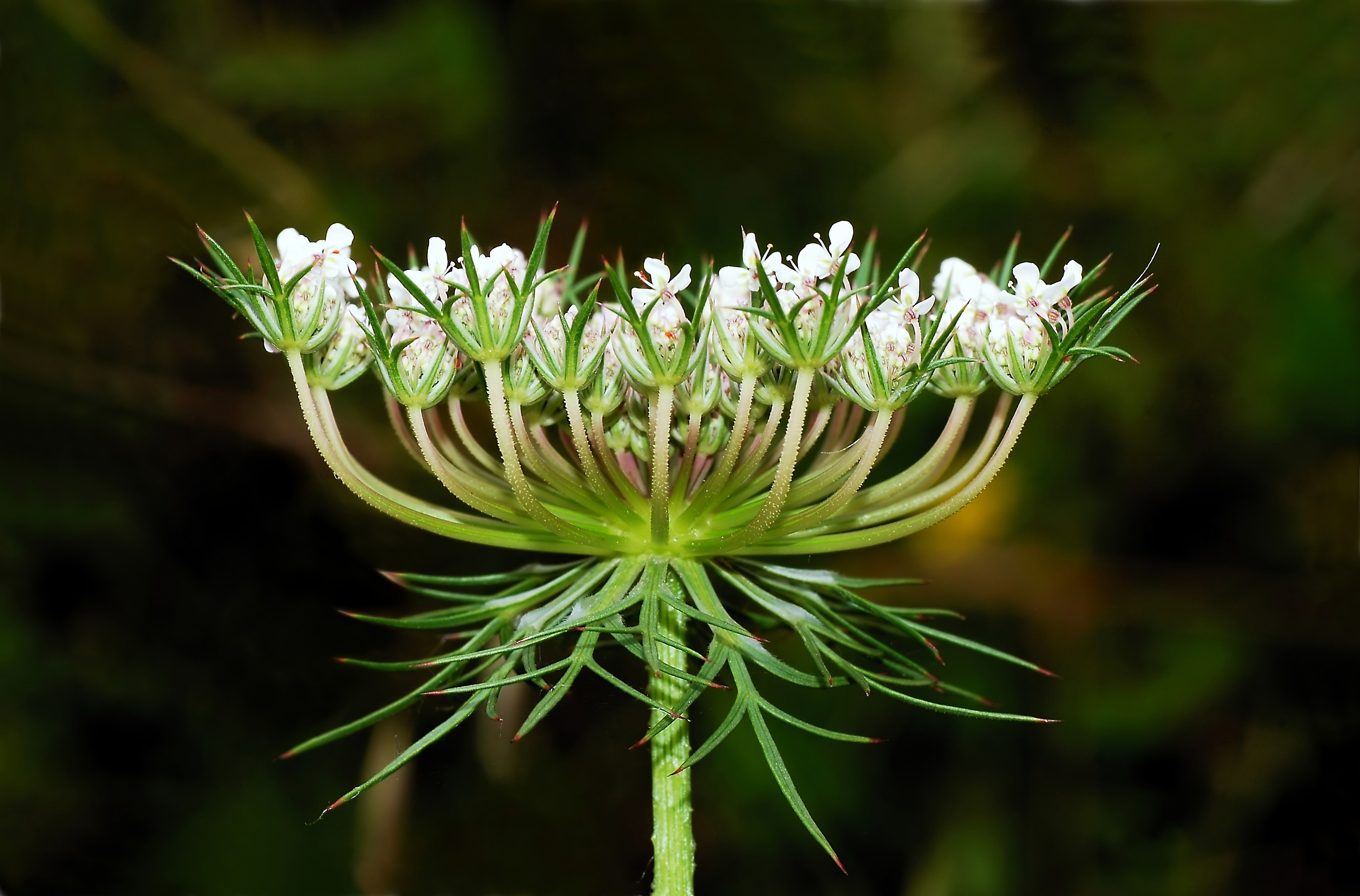
Umbela composto de uma cenoura silvestre, Daucus carota (Apiaceae)
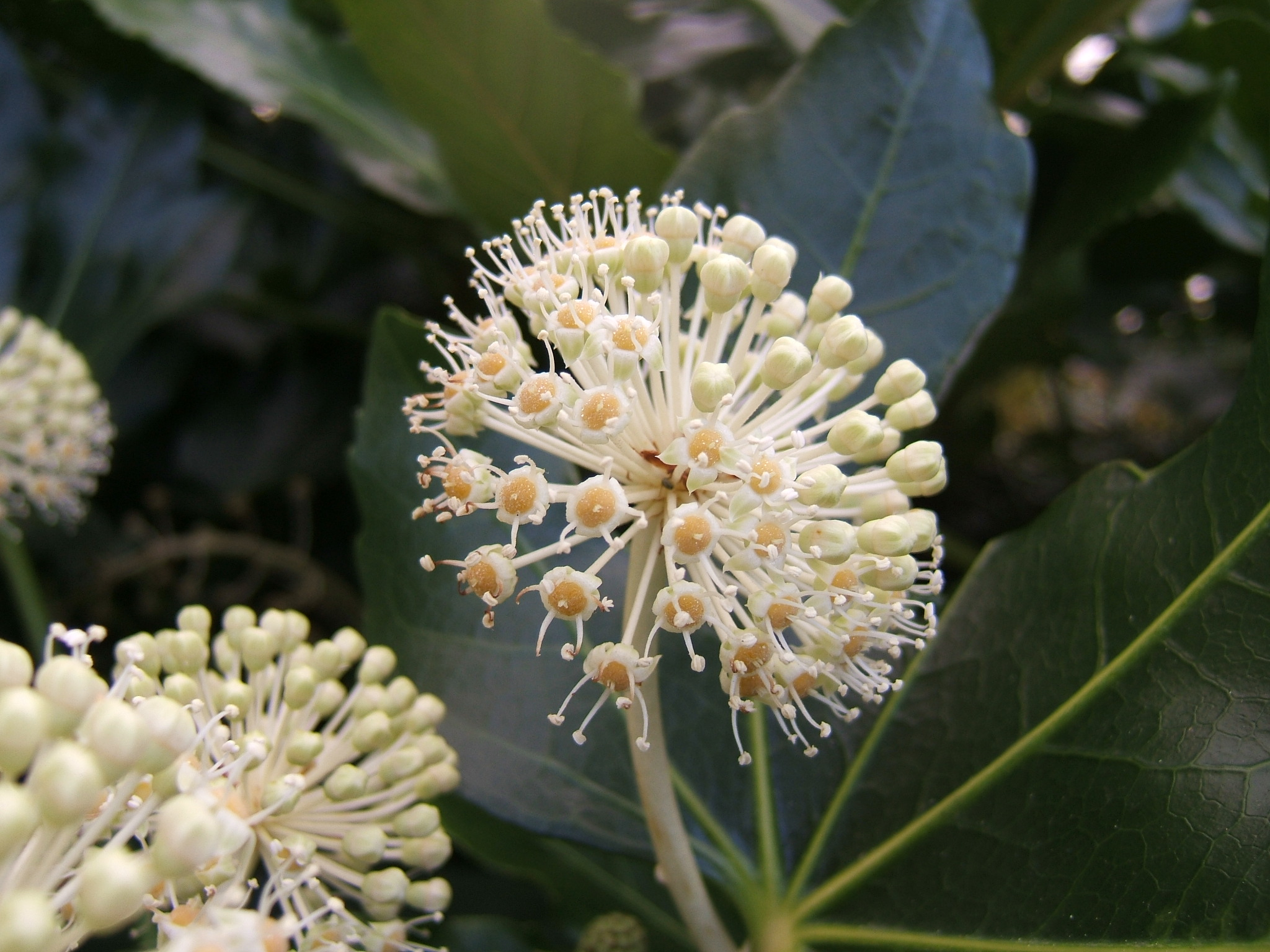
Umbela simples de Fatsia japonica (Araliaceae)
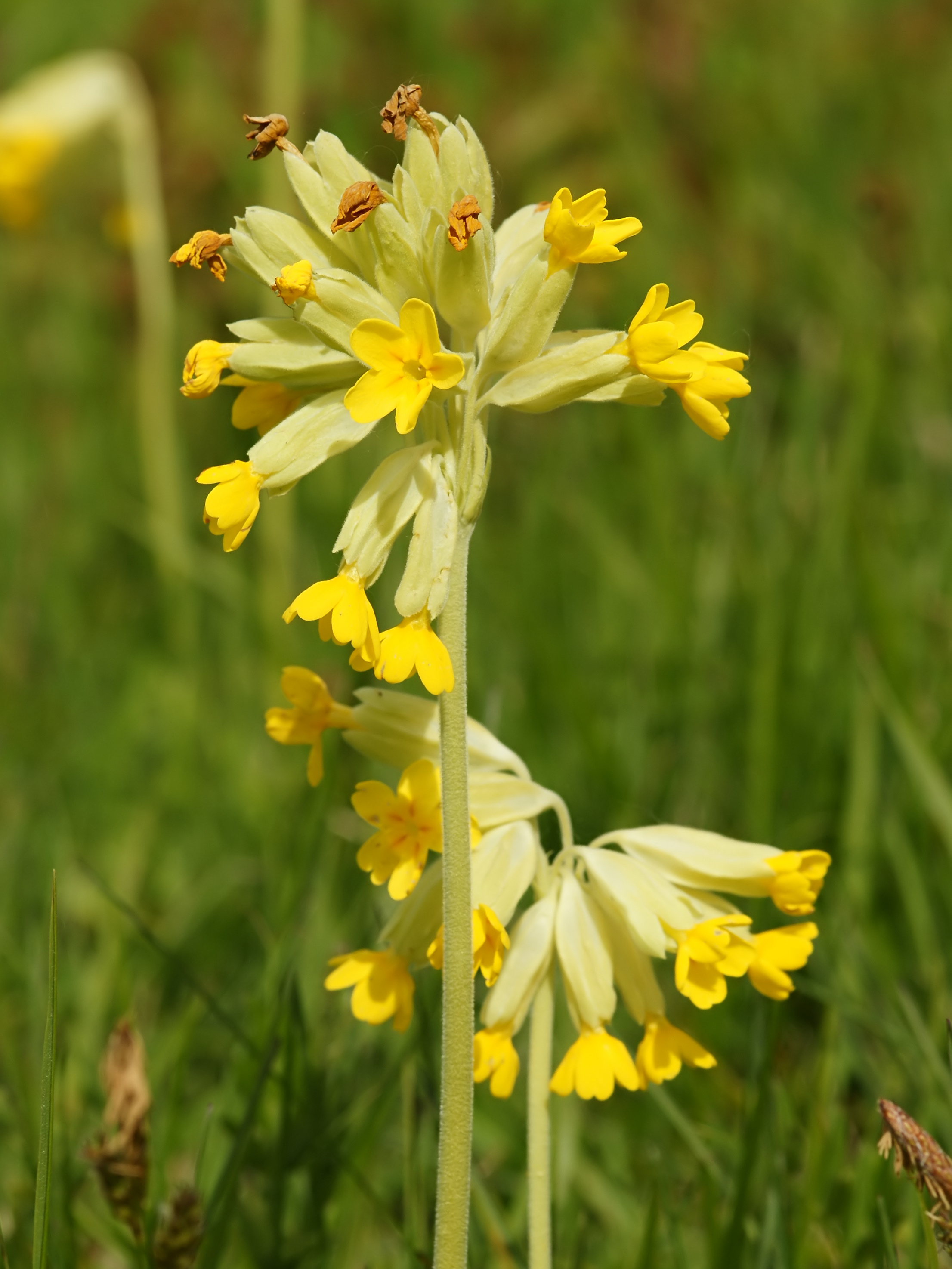
Primula veris
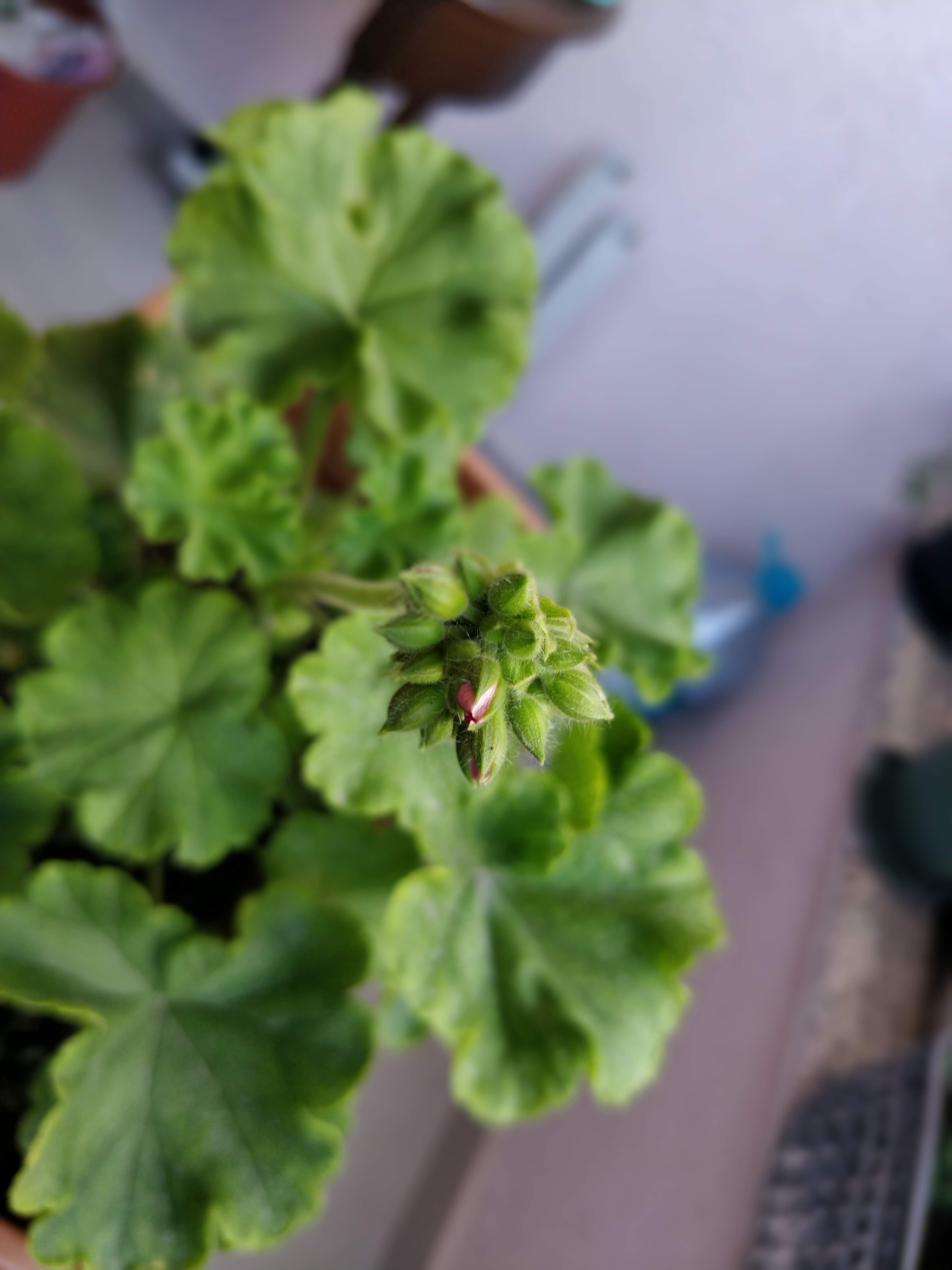
Umbela de um Pelargonium zonale
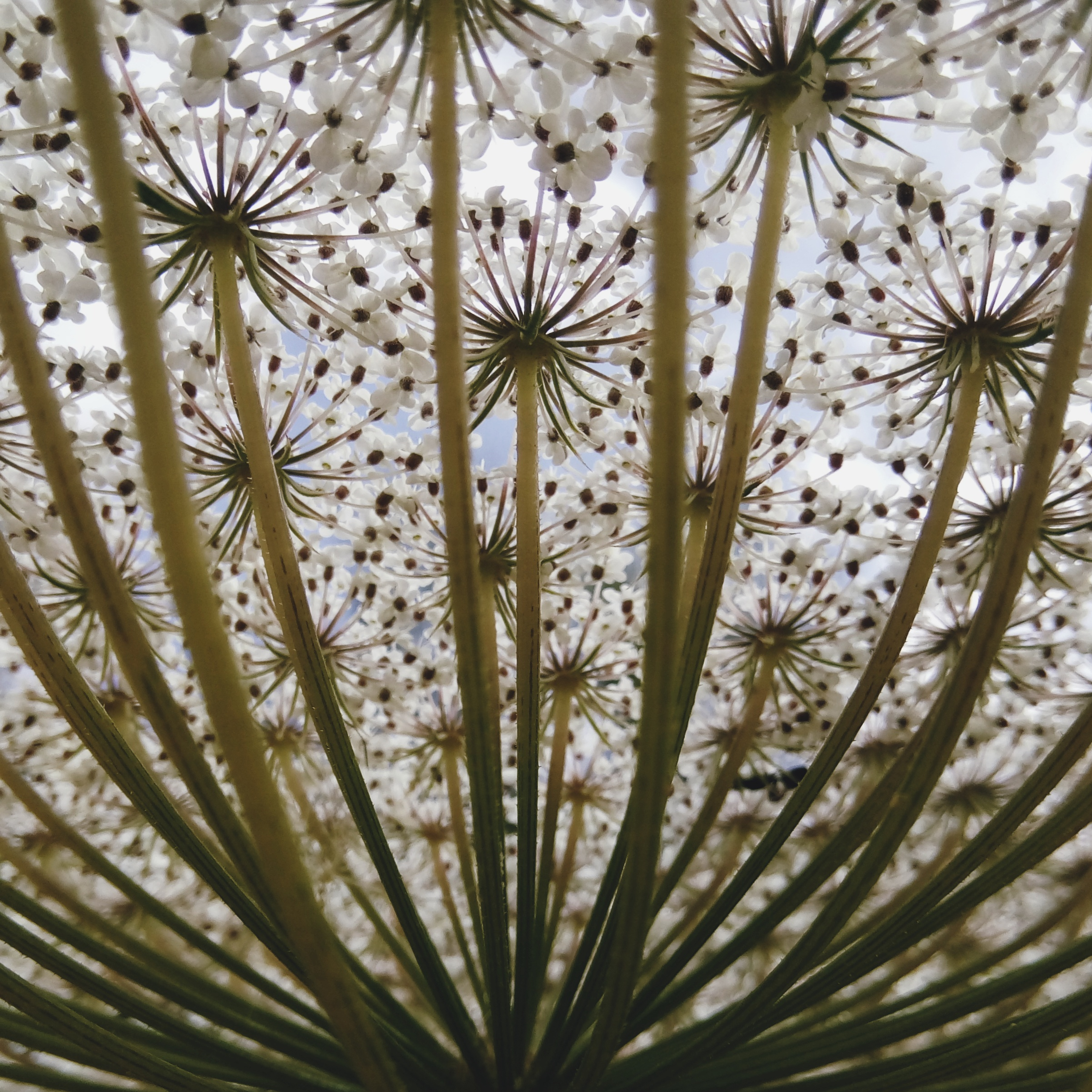
Daucus carota Umbela vista para baixo